# Alexandre Elisabeth de Rosnyvinen de Piré
Pour les articles homonymes, voir famille de Rosnyvinen et Piré.
Alexandre Élisabeth de Rosnyvinen de Piré est un homme politique français né le 12 juillet 1809 à Rennes (Ille-et-Vilaine) et décédé le 17 février 1885 à Rennes.

## Biographie
Fils du général Hippolyte-Marie-Guillaume de Rosnyvinen de Piré, il est très attaché à la cause impériale. En 1853, il est conseiller général du canton de Janzé et conseiller municipal de Rennes en 1855. Il est député d'Ille-et-Vilaine de 1856 à 1870. D'abord fidèle au régime, il évolue vers une position plus libérale après 1865. Il est connu pour ses discours longs et décousus et ses excentricités.

## Sources
- « Alexandre Elisabeth de Rosnyvinen de Piré », dans Adolphe Robert et Gaston Cougny, Dictionnaire des parlementaires français, Edgar Bourloton, 1889-1891 [détail de l’édition]